# Stary mroczny dom
Stary mroczny dom (ang. The Old Dark House) – amerykański film grozy z 1932 roku. Adaptacja powieści J. B. Priestleya.

## Treść
Grupa przyjaciół podróżuje przez Walię. Po drodze zaskakuje ich ulewa. Przed deszczem chronią się w starym domu. Okazuje się, że rezydencję tę zamieszkują dziwne osoby.

## Główne role
- Boris Karloff - Morgan
- Melvyn Douglas - Roger Penderel
- Brember Wills - Saul Femm
- Elspeth Dudgeon - Sir Roderick Femm
- Gloria Stuart - Margaret Waverton
- Raymond Massey - Philip Waverton
- Eva Moore - Rebecca Femm
- Ernest Thesiger - Horace Femm
- Lilian Bond - Gladys DuCane
- Charles Laughton - Sir William Porterhouse